# Chiesa di Sant'Agostino (Trapani)
La chiesa di Sant'Agostino è una delle più antiche chiese di Trapani. Si trova nel centro storico della città, in piazzetta Saturno. Dal 2008 è sede del museo diocesano.

## Storia

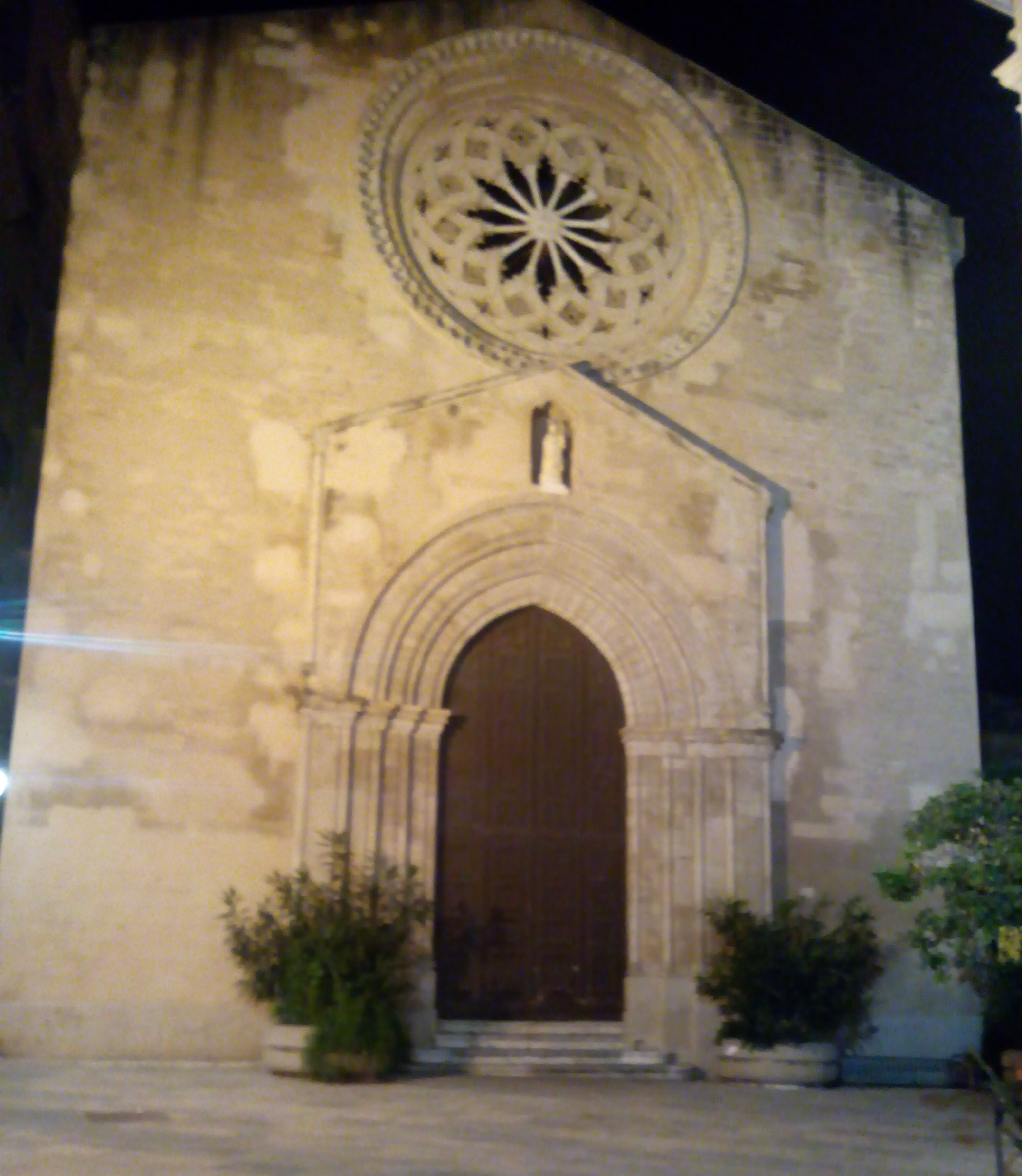
Facciata principale di notte

### Epoca normanna
Edificata nel 1101 come cappella dei Cavalieri templari e dedicata a San Giovanni Battista.
Durante lo svolgimento delle prime crociate l'aggregato fu amministrato dai Cavalieri Ospitalieri.

### Epoca aragonese
Quando l'ordine fu sciolto nel 1312, dal sovrano Federico III di Sicilia, l'anno dopo passò sotto la conduzione dei religiosi dell'Ordine di Sant'Agostino che l'ampliarono secondo i canoni del gotico.
Il tempio ricopriva il ruolo di chiesa madre.

### Epoca spagnola
Divenuta nel XVI secolo chiesa del Senato cittadino. Nel 1535 giurò Carlo V d'Asburgo il riconoscimento dei privilegi cittadini: "Drepanum civitas invictissima in qua Caesar primum juravit".
L'imperatore sbarcò al ritorno dall'Africa (dopo la vittoriosa Conquista di Tunisi) il 20 agosto con 20.000 schiavi cristiani liberati, fu una tappa minore del viaggio imperiale che si protrasse fino al 25.

### Epoca contemporanea
Nel XIX secolo la chiesa, chiusa al culto, è stata profondamente modificata. I bombardamenti del secondo conflitto mondiale nel 1943 distrussero l'abside ed una parte della navata, in seguito ricostruite.
Prima della ristrutturazione effettuata dopo la seconda guerra mondiale, la chiesa presentava una porta rivolta a nord e l'altra a mezzogiorno; quest'ultima immetteva nel chiostro dell'ex convento degli Eremiti di Sant'Agostino.

## Architettura

### Facciata

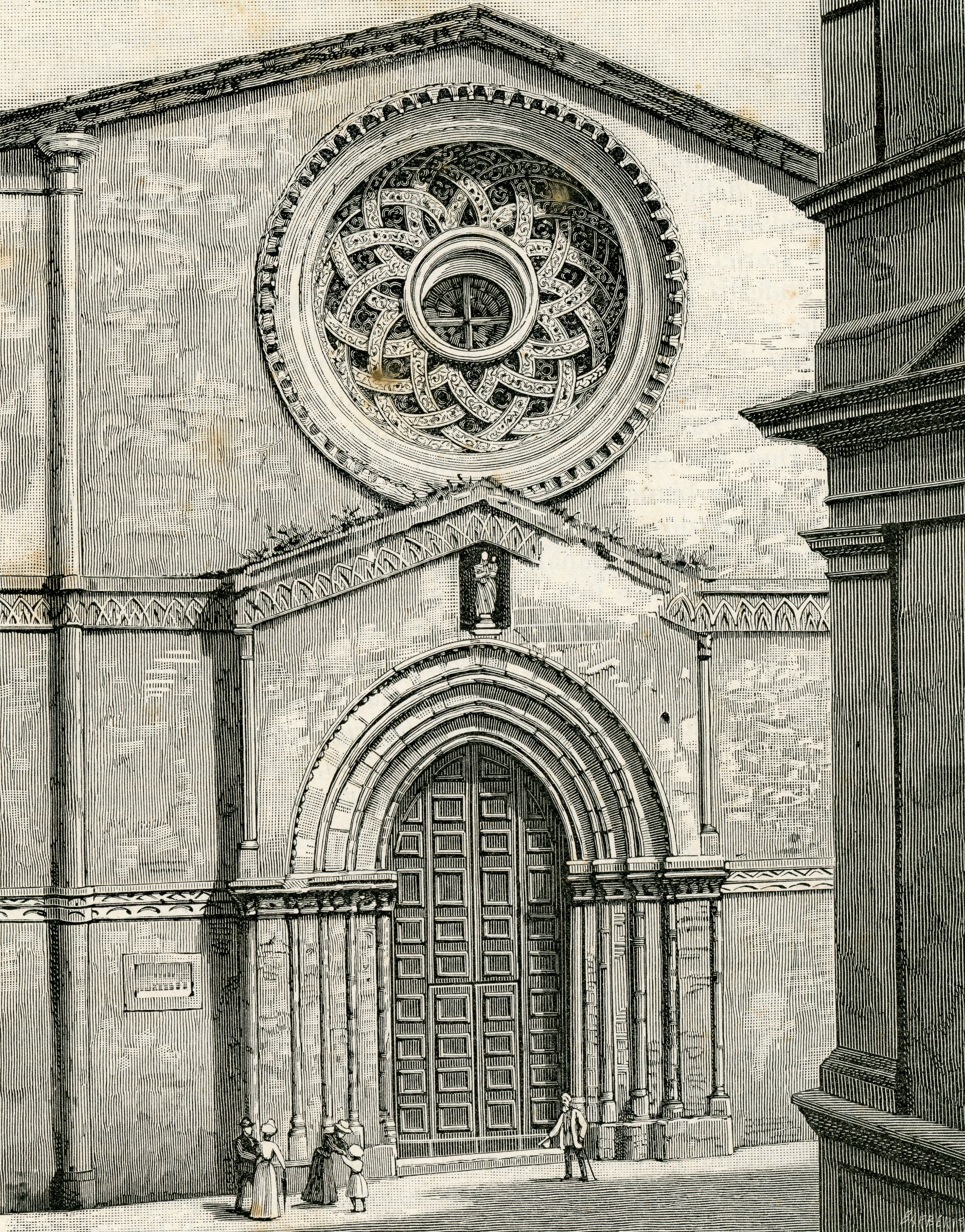
La chiesa in una xilografia del 1892

Dell'assetto originario resta il prospetto principale, con una facciata a capanna, un ampio rosone (stile chiaramontano del XIV secolo). Sul portale in stile gotico, dentro una nicchia, è collocata una Madonna col Bambino del Gagini. 

#### Rosone
Il rosone, costruito da maestranze locali con pietra proveniente dalle antiche cave di Pietretagliate. Gli archetti intrecciati che lo compongono creano un dinamico movimento che si dispiega lungo la raggiera di esili colonnine che conducono lo sguardo all'Agnello, centro focale di un annuncio cristologico, prima ancora che chiave architettonica di un elemento ornamentale.
È dominato dai simboli delle tre principali religioni monoteiste: le gelosie traforate sono tipicamente arabe, le stelle di Davide, ebraiche, e l'Agnus Dei, al centro. Il tutto incastonato nel motivo a vesica piscis e decorato con elementi fitomorfi che richiamano il paradiso terrestre, simboli tipicamente cristiani.
Dal centro si dipartono dodici colonnine che dividono il rosone in parti uguali.

### Interno
L'interno è a impianto a navata unica, con abside poligonale.

## Opere
- XVII secolo, Madonna dell'Itria, Assunta e santi, dipinti, opere di Giuseppe Felici.
- ?, Pietà, dipinto, opera di stile orientale documentata nel refettorio e transitata nelle disponibilità del cavaliere Ferro.[2]

## Il museo diocesano
Oggi l'edificio è sede espositiva museale della diocesi denominato "Polo Espositivo Sant'Agostino", ed è la sede principale del museo diocesano, istituito nel 2008, affiancando l'antica parrocchia di San Nicola.

## Convento
Era sede della Congregazione segreta del Santissimo Crocifisso o dei «Trentatré», sodalizio attestato nel chiostro della chiesa di Sant'Agostino. In seguito trasferita di sede nella chiesa di San Benedetto.
Vi operava un istituto femminile, la Scuola Lancastriana.